# オーランド・ヘルナンデス
- オルランド・エルナンデス

オーランド・ヘルナンデス・ペドロソ（Orlando Hernández Pedroso, 1965年10月11日(注) - ）は、キューバ共和国ビジャ・クララ州出身の元プロ野球選手（投手）。右投右打。愛称は公爵の意味である"El Duque"（エル・ドゥーケ）。キューバの名選手であった父のものでもあった。異母弟のリバン・ヘルナンデスもMLB選手。

## 経歴

### キューバ時代 - 亡命
キューバ時代は国内リーグ"セリエ・ナシオナル・デ・ベイスボル"のレオネス・デ・インダストリアレスに所属していた。1991-1992シーズンのインダストリアレスのリーグ制覇に貢献。1993-1994シーズンは11勝で最多勝のタイトルを獲得した。10年間の在籍で防御率3.05、126勝47敗の成績を記録した。革命後のキューバリーグでは最高となる通算勝率.728を保持している。
1992年8月のバルセロナオリンピック野球キューバ代表として結果を残せなかったものの、1993年6月の第11回インターコンチネンタルカップや1994年8月の第32回ワールドカップでは活躍し、キューバの優勝に貢献した。
1995年9月に弟のリバン・ヘルナンデスがMLBを目指してドミニカ共和国へ亡命したため、国内リーグを出場停止となった。
1996年にはアメリカ合衆国の代理人から金銭を受け取り、亡命を企てた容疑が濃厚になったとして身柄を拘束され、尋問を受けた。10月29日にヘルマン・メサ、アルベルト・エルナンデスと共に国内リーグから永久追放された事が明らかになった。
1997年のクリスマスの日に別れた妻と2人の娘をキューバに残し、他の選手ら7人と共にボートに乗って亡命を試みた。
実際には6ｍのエンジン付きの漁船であったが、ドラマチックに取り上げてもらおうと思った代理人はいかだで荒波に出たと発表した。カリブ海で沿岸警備隊によって拘束されたが、代理人とキューバ系アメリカ人財団の働きかけにより、ジャネット・レノ司法長官は人道的見地などから在留特別許可を与えると発表した。その場合はMLBドラフト対象選手となってしまうためにヘルナンデスはコスタリカへの亡命を選択し、1998年3月23日にMLBのニューヨーク・ヤンキースと4年総額660万ドルで契約を結んだ。

### ヤンキース時代

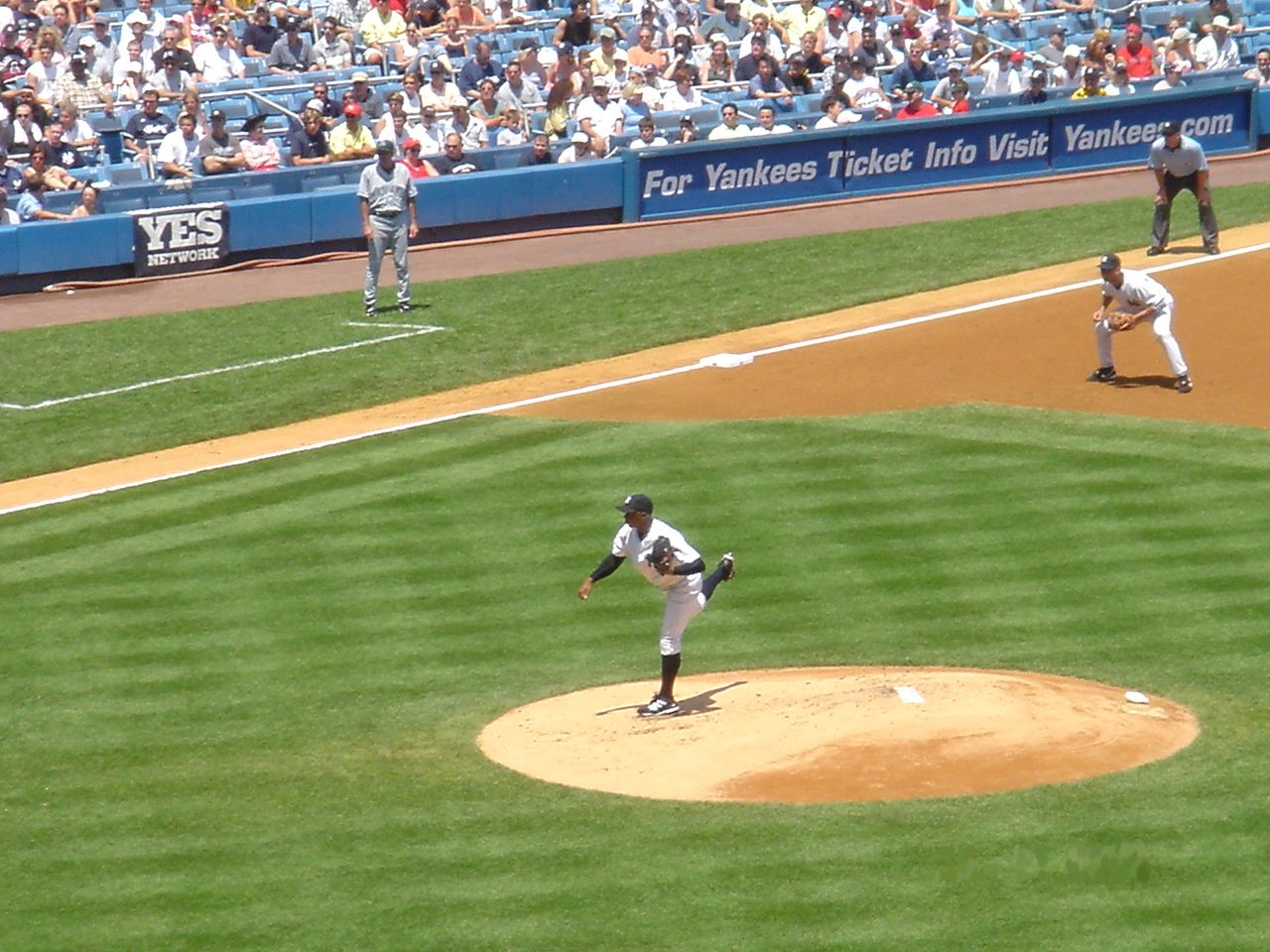
ヘルナンデスの投球シーン
（2004年）

1998年のシーズンは開幕直前の契約となったため、調整のためにマイナーリーグで9試合に登板後の6月3日に昇格してMLBデビュー。期待にたがわぬ成績を記録し、チームのアメリカンリーグ東地区優勝に貢献した。新人王投票ではベン・グリーブに大差をつけられた4位であったが、25ポイントを獲得した。ポストシーズンでは2試合に登板し2勝を記録して、ワールドシリーズ制覇に貢献した。
1999年は防御率こそ4点台ではあったがチーム最多の17勝、ポストシーズンではリーグチャンピオンシップシリーズ3試合とワールドシリーズ1試合に登板して計3勝を記録し、リーグチャンピオンシップシリーズMVPを受賞した。チームは地区連覇、続いてワールドシリーズ連覇を果たした。
2000年もチームはワールドシリーズの3連覇をしたものの、個人成績はシーズンとポストシーズン共にいまひとつであった。
2001年は左足親指の故障に悩まされ手術をするなど結果を残せなかった。
2002年も故障者リスト（DL）入りし、24試合（先発22試合）の登板に留まった。
2003年1月15日にはアントニオ・オスーナとマイナー1選手との交換で、シカゴ・ホワイトソックスへトレードされた。同日に、今度はバートロ・コロンとマイナー1選手との交換で、ロッキー・ビドル、ジェフ・リーファープラス金銭と共にモントリオール・エクスポズへ移籍、1日で2回トレードされてしまう。しかしこのシーズンは右肩の関節鏡視下手術を受けたため、シーズン全休となってしまった。そして、シーズン終了後の同年12月21日にフリーエージェント（FA）となった。
2004年は3月頃にマイアミ大学でワークアウトを行い、MLBの複数球団のスカウト達の前で投球を披露。そこで古巣のスカウトの目に留まり、同年3月12日に1年総額50万ド（先発1回につき4万5000ドルのボーナス付き）の契約を結び、ヤンキース復帰を果たした。しかし前年の手術から右肩が回復しておらず、契約直後の3月16日からのDL入りを余儀なくされ、ほぼ前半戦を棒に振った。そして、7月11日にMLB復帰を果たした。最終的には故障の影響で15試合の登板に終わったものの、安定した成績を記録し、チームのワンゲームプレーオフ進出に大いに貢献した。この活躍が評価され、シーズン終了後のMLB選手会によるプレイヤーズ・チョイス・アワードのカムバック選手に選ばれた。11月2日にFAとなった。

### ワークアウトの真実
2004年3月頃にマイアミ大学で行ったワークアウトは、実はヘルナンデスのために開かれたものではなかった。ヘルナンデスの代理人を務めていたジェフ・ムーランドが、同じく顧客のドノバン・オズボーンとランディ・キースラーを売り込むためのものであった。また、上記の2人以外にもヘルナンデスの友人と思われる選手も含まれていた。そこでヘルナンデスは手術明けにもかかわらず、まともにウォームアップもせず、丸めたタオルをボール代わりにして投球モーションの確認をした。そして、マウンドに向かい、最高78mph（約125.5km）の速球と大きく変化するカーブを交えながら35球を投じた。
投球練習の終了後にあるスカウトは「OK。で、ウォーミングアップは終わったのか?」と嫌味を言った。また、別のスカウト3人は後にこのワークアウトを振り返り、「あれは芝居だった」、「時間の無駄」、「悪い冗談だった」と言い放った。だが、ヘルナンデスと彼の古巣ヤンキースが密約を交わした事を前程とした上で、「他球団のスカウトを油断させるために、わざと手抜きのピッチングをしたのではないか」と推測したスカウトもいた。後にヤンキースのブライアン・キャッシュマンGMがこの推測を否定している。

### ヤンキース退団後

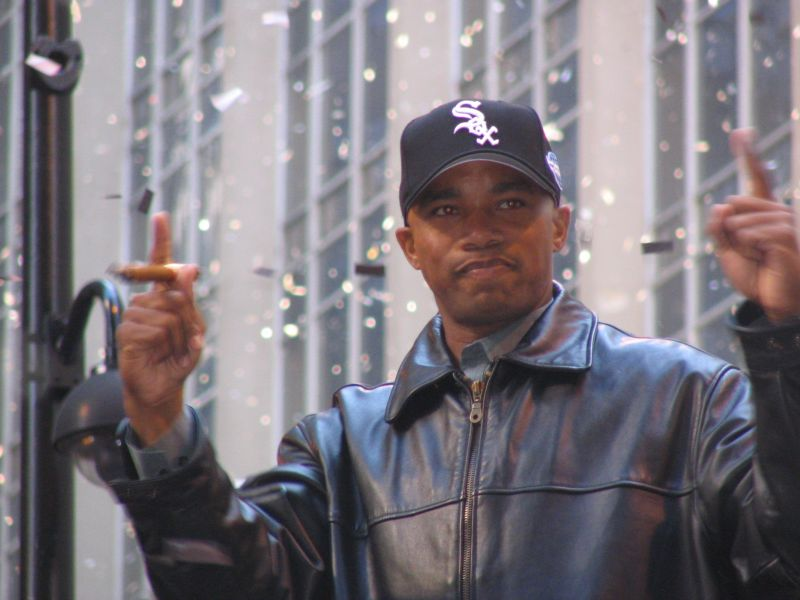
ホワイトソックスのワールドシリーズ優勝パレード
（2005年）

2005年1月3日にシカゴ・ホワイトソックスと契約を結んだ。2回のDL入りなどシーズン中は振るわなかったが、ポストシーズンではリリーフで2試合に登板して4回を無失点と、チームのワールドシリーズ制覇に僅かながら貢献し、自身4個目のワールドチャンピオンを経験した。オフの12月20日にハビアー・バスケスとの交換で、ルイス・ビスカイーノ、クリス・ヤングと共にアリゾナ・ダイヤモンドバックスへ移籍した。
2006年5月にはホルヘ・フリオとの交換でニューヨーク・メッツへトレードされた。
2007年はシーズン前にメッツと2年総額1200万ドルで契約を更新し、度重なる肩や足の故障に悩まされながらも9勝を記録した。

2008年はオフに受けていた足の手術のリハビリに費やし、シーズン終了後にFAとなった。
2009年6月11日にテキサス・レンジャーズとマイナー契約を結んだ。
2010年7月2日にワシントン・ナショナルズとマイナー契約を結んだ。
2011年8月16日に現役引退を表明した。

## 選手としての特徴
投げる際に、左足の膝を肩に届くほど高く上げる独特のフォームが特徴。平均89mph（約143km/h）の速球とカーブ、スライダー、チェンジアップが持ち球であるが、晩年は故障の影響で球速は落ちていった。どの球種でもストライクを取れる制球力を持ち、打ち気の打者には大きなカーブを使ったり、腕の角度を変えたりして翻弄した。まれに50mph（約80km/h）の山なりの球も投げる（多田野数人がアレックス・ロドリゲスを超スローボールで打ち取った際もどよめく球場の中で1人だけ不敵な笑みを見せている）。守備力は高く、5番目の内野手とも言われていた。

## 人物

### 年齢詐称疑惑
ヤンキース契約時は生年月日は1969年10月11日と発表されていたが、1999年に明らかになったキューバでの離婚資料に記載されている生年月日は1965年10月11日となっている。MLB公式サイトでは1969年生まれのままであるが、ESPNなどでは1965年生まれと表記している。

## 詳細情報

### 年度別投手成績
| 年 度    | 球 団    | 登 板 | 先 発 | 完 投 | 完 封 | 無 四 球 | 勝 利 | 敗 戦 | セ 丨 ブ | ホ 丨 ル ド | 勝 率 | 打 者 | 投 球 回 | 被 安 打 | 被 本 塁 打 | 与 四 球 | 敬 遠 | 与 死 球 | 奪 三 振 | 暴 投 | ボ 丨 ク | 失 点 | 自 責 点 | 防 御 率 | W H I P |
| -------- | -------- | ----- | ----- | ----- | ----- | -------- | ----- | ----- | -------- | ----------- | ----- | ----- | -------- | -------- | ----------- | -------- | ----- | -------- | -------- | ----- | -------- | ----- | -------- | -------- | ------- |
| 1998     | NYY      | 21    | 21    | 3     | 1     | 0        | 12    | 4     | 0        | --          | .750  | 574   | 141.0    | 113      | 11          | 52       | 1     | 6        | 131      | 5     | 2        | 53    | 49       | 3.13     | 1.17    |
| 1999     | NYY      | 33    | 33    | 2     | 1     | 0        | 17    | 9     | 0        | 0           | .654  | 910   | 214.1    | 187      | 24          | 87       | 2     | 8        | 157      | 4     | 0        | 108   | 98       | 4.12     | 1.28    |
| 2000     | NYY      | 29    | 29    | 3     | 0     | 0        | 12    | 13    | 0        | 0           | .480  | 820   | 195.2    | 186      | 34          | 51       | 2     | 6        | 141      | 1     | 0        | 104   | 98       | 4.51     | 1.21    |
| 2001     | NYY      | 17    | 16    | 0     | 0     | 0        | 4     | 7     | 0        | 0           | .364  | 414   | 94.2     | 90       | 19          | 42       | 1     | 5        | 77       | 0     | 0        | 51    | 51       | 4.85     | 1.39    |
| 2002     | NYY      | 24    | 22    | 0     | 0     | 0        | 8     | 5     | 1        | 1           | .615  | 606   | 146.0    | 131      | 17          | 36       | 2     | 8        | 113      | 8     | 0        | 63    | 59       | 3.64     | 1.14    |
| 2004     | NYY      | 15    | 15    | 0     | 0     | 0        | 8     | 2     | 0        | 0           | .800  | 359   | 84.2     | 73       | 9           | 36       | 0     | 5        | 84       | 3     | 0        | 31    | 31       | 3.30     | 1.29    |
| 2005     | CWS      | 24    | 22    | 0     | 0     | 0        | 9     | 9     | 1        | 1           | .500  | 568   | 128.1    | 137      | 18          | 50       | 1     | 12       | 91       | 3     | 2        | 77    | 73       | 5.12     | 1.46    |
| 2006     | ARI      | 9     | 9     | 0     | 0     | 0        | 2     | 4     | 0        | 0           | .333  | 204   | 45.2     | 52       | 8           | 20       | 3     | 4        | 52       | 0     | 0        | 32    | 31       | 6.11     | 1.23    |
| 2006     | NYM      | 20    | 20    | 1     | 0     | 0        | 9     | 7     | 0        | 0           | .563  | 495   | 116.2    | 103      | 14          | 41       | 2     | 8        | 112      | 1     | 3        | 58    | 53       | 4.09     | 1.58    |
| '06計    | NYM      | 29    | 29    | 1     | 0     | 0        | 11    | 11    | 0        | 0           | .500  | 699   | 162.1    | 155      | 22          | 61       | 5     | 12       | 164      | 1     | 3        | 90    | 84       | 4.66     | 1.33    |
| 2007     | NYM      | 27    | 24    | 0     | 0     | 0        | 9     | 5     | 0        | 0           | .643  | 608   | 147.2    | 109      | 23          | 64       | 4     | 5        | 128      | 2     | 0        | 64    | 61       | 3.72     | 1.17    |
| MLB：9年 | MLB：9年 | 219   | 211   | 9     | 2     | 0        | 90    | 65    | 2        | 2           | .581  | 5558  | 1314.2   | 1181     | 177         | 479      | 18    | 67       | 1086     | 27    | 7        | 641   | 604      | 4.14     | 1.26    |

### 年度別守備成績
| 年 度 | 球 団 | 投手（P） | 投手（P） | 投手（P） | 投手（P） | 投手（P） | 投手（P） |
| 年 度 | 球 団 | 試 合     | 刺 殺     | 補 殺     | 失 策     | 併 殺     | 守 備 率  |
| ----- | ----- | --------- | --------- | --------- | --------- | --------- | --------- |

### タイトル
CNS
- 最多勝：1回（1994年）

### 表彰
MLB
- リーグチャンピオンシップシリーズMVP：1回（1999年）

### 背番号
- 26（1998年 - 2002年、2004年 - 2007年）